# Jazira Japparkul
Jazira Japparkul (em russo/cazaque: Жазира Жаппаркуль, transcrição inglesa: Zhazira Zhapparkul; 22 de dezembro de 1993) é uma halterofilista do Cazaquistão, medalhista olímpica.

## Carreira
Jazira Japparkul ganhou medalha de ouro nos Jogos Olímpicos de Verão da Juventude em Cingapura, na categoria até 63 kg, com 205 kg no total combinado (90 no arranque e 115 no arremesso), a frente da russa Diana Akhmetova, com 204 kg (94+110).

### Quadro de resultados
| Ano  | Posição | Competição                                     | Classe de peso | Marca                                                                         |
| ---- | ------- | ---------------------------------------------- | -------------- | ----------------------------------------------------------------------------- |
| 2010 | 2.      | Campeonato Asiático Juvenil                    | –69 kg         | 196 kg (88+108)                                                               |
| 2010 | 1.      | Jogos Olímpicos da Juventude em Cingapura      | –63 kg         | 205 kg (90+115)                                                               |
| 2011 | DNF     | Campeonato Mundial Júnior em Penang            | –69 kg         | 0 (medalha de prata no arranque com 109 kg, não conseguiu marca no arremesso) |
| 2011 | 13.     | Campeonato Mundial em Paris                    | –69 kg         | 228 kg (100+128)                                                              |
| 2012 | 1.      | Campeonato Mundial Júnior em Antigua Guatemala | –69 kg         | 239 kg (106+133)                                                              |
| 2013 | 2.      | Campeonato Mundial Júnior em Lima              | –69 kg         | 240 kg (105+135)                                                              |
| 2014 | 4.      | Jogos Asiáticos em Incheon                     | –75 kg         | 263 kg (118+145)                                                              |
| 2014 | 2.      | Campeonato Mundial em Almati                   | –69 kg         | 262 kg (118+144)                                                              |
| 2015 | 2.      | Campeonato Mundial em Houston                  | –69 kg         | 256 kg (116+140)                                                              |
| 2016 | 2.      | Jogos Olímpicos no Rio de Janeiro              | –69 kg         | 259 kg (115+144)                                                              |